# Черемшанка (Новосибирская область)
Черемша́нка — деревня в Ордынском районе Новосибирской области России. Входит в состав Кирзинского сельсовета.

## География
Площадь деревни — 75 гектаров.

## Население
| 2002 | 2007 | 2010 |
| ---- | ---- | ---- |
| 175  | ↘168 | ↘135 |

## Инфраструктура
В деревне по данным на 2007 год функционирует 1 учреждение здравоохранения.